# 轴突
轴突（Axon）為神经元的一部分，由神经细胞之细胞本体向外延伸突起，功能為传递细胞本体之动作电位至突觸。於神经系统中，轴突為主要神经信号传递渠道。大量轴突牽連一起，以其外型類似而称为神經纖維。神经常依以其特定功能而命名。例如，视神经指视网膜上的神经细胞。一束神经纤维可形成神经束。

## 解剖结构
单个轴突的直径大约在微米量级，但是其长度范围因类型而异。一些最长的轴突可长达1米多。例如坐骨神经中的一些轴突，从脊椎一直延伸到脚趾。
在脊椎动物中，许多神经元的轴突被髓鞘包裹。髓鞘於中樞神經系統由寡突膠質細胞 (oligodendrocyte) 構成，周遭神經系統則為許旺細胞 (Schwann cell)。目前知道髓鞘的功能有三：
- 提供轴突与周围组织，例如相邻的轴突之间的电气绝缘，以避免干扰。
- 通过称为“跳跃式传导”的机制来加快动作电位的传递。
- 在一些轴突受损的情况下引导轴突的再生。一个轴突的髓鞘是由许多沿轴突排列的許旺细胞构成的，相邻的許旺细胞之间的轴突细胞膜没有髓鞘，这些裸露的部分叫做蘭氏結（Ranvier's node）。

轴突作为神经细胞的输出通道，可以与一个或多个目标神经元发生连接。一些轴突在运行中发出分支，这些分支称为侧支（Collateral）。来自主枝的动作电位在各个侧支上同时继续传递，最终达到不同的目标。在轴突与目标神经元发生联系的部位，一种称为“突触”的结构实现两个（或有时为多个）神经元之间的通信。
轴突中含有轴向细胞骨架，负责将合成于神经元胞体内、含有神经递质的囊泡运输到轴突末端的突触前膜。
动作电位在轴突上的传导速度因有无髓鞘而异。有髓鞘的轴突传导动作电位的速度较快，可达到100 m/s左右。
這種快速移動是由兩種機制產生：1.軸突漿流（axoplasmic flow）2.軸突運輸（axonal transport）

## 生长发育
神经元的轴突的生长发育是一个复杂的过程。由于这一过程牵涉到复杂的生化和细胞反应，并且与诸多神经疾病的起源密切相关，所以是当前神经科学界的主要研究对象之一。

## 研究史
最早在轴突中记录电信号的生物学家包括K. Cole和H. Curtis，以及研究枪乌贼巨轴突而探明动作电位发生机制的1963年诺贝尔奖得主-英國生理學家艾倫·勞埃德·霍奇金和安德魯·赫胥黎等。

## 外部連結
- Histology image: 3_09 at the University of Oklahoma Health Sciences Center - "Slide 3 Spinal cord"
- - Bialowas, Andrzej, Carlier, Edmond, Campanac, Emilie, Debanne, Dominique, Alcaraz. Axon Physiology, GisèlePHYSIOLOGICAL REVIEWS, V. 91 (2), 04/2011, p. 555-602. （页面存档备份，存于）